# Patrice Duhamel
Pour les articles homonymes, voir Duhamel.
Patrice Duhamel, né le 12 décembre 1945 à Boulogne-Billancourt, est un journaliste français.
Après avoir commencé sa carrière à l'ORTF, il travaille chez TF1, La Cinq, puis RMC.
Patrice Duhamel a été directeur des programmes de France Inter, directeur adjoint du Figaro Magazine, puis directeur général de France Télévisions.

## Biographie

### Jeunesse et études
Frère du journaliste Alain Duhamel et du professeur Jean-François Duhamel, pédiatre, il est également l'oncle d'Amélie Oudéa-Castéra, ministre des Sports et des Jeux olympiques et paralympiques de mai 2022 à septembre 2024. Il a cinq fils : Jean, Nicolas, Alexandre, Benjamin et Raphaël. Il a pour compagne Nathalie Saint-Cricq, ancienne cheffe du service politique de France 2 et dont la famille est actionnaire majoritaire du groupe Nouvelle République du Centre-Ouest ; leur fils Benjamin officie comme journaliste politique à BFM TV aux côtés de son oncle, Alain, qui y est éditorialiste. 
Élève au lycée Édouard-Branly à Nogent-sur-Marne puis au lycée Condorcet à Paris, il fait ensuite des études d'économie à l'université d'Assas.

### Parcours professionnel
Il commence sa carrière en 1970 en tant que journaliste à l'ORTF. En 1974, il est chef du service politique intérieure de TF1 puis du service politique et social en 1976. En 1980, la chaîne lui confie une émission politique nommée Le Grand Débat. Il est également rédacteur en chef pendant quelques mois en 1981.
En 1986, il est nommé directeur adjoint puis directeur d'antenne des programmes de RMC, et en 1987, il revient à la télévision comme directeur de l'information de La Cinq,. En 1993, il est de retour dans le service public, comme directeur de l'antenne puis directeur des programmes de France Inter.
Nommé directeur général aux antennes de Radio France en 1996, il est directeur général chargé de l'antenne de France 3 de juin 1996 à juillet 1998.
Ancien directeur général chargé de l'antenne de France 2, il rejoint, en 1999, le groupe Le Figaro en qualité de directeur général adjoint et d'éditeur du Figaro Magazine et Madame Figaro aux côtés d'Yves de Chaisemartin, président du directoire, et de Michel Senamaud, administrateur général.
Il est directeur général de France Télévisions chargé des antennes et de la diversification des programmes, pendant la présidence de Patrick de Carolis à la tête du groupe ; ce dernier avait souvent coopéré dans sa vie professionnelle.
Il est également président de l'École de journalisme et de communication d'Aix-Marseille.
Il n'a aucun lien de parenté avec le politologue Olivier Duhamel.

## Ouvrages
- Cartes sur table avec Alain Duhamel, Plon, 2010.

- Ce livre raconte les rapports entre les médias et le milieu politique, de Georges Pompidou à Nicolas Sarkozy.
- Élysée : coulisses et secrets d'un palais, avec Jacques Santamaria, Plon, 2012
- Les Flingueurs : anthologie des cruautés politiques, avec Jacques Santamaria, Plon, 2014
- Jamais sans elles : des femmes d'influence pour des hommes de pouvoir, avec Jacques Santamaria, Plon, 2015
- avec Jacques Santamaria, Les jours d'après, éd. de l'Observatoire, 2017
- avec Jacques Santamaria, La République abîmée, éd. de l'Observatoire, 2019
- avec Jacques Santamaria, De Gaulle l'album inattendu, éd. de l'Observatoire, 2020
- Le chat et le renard : Présidents et premiers ministres, deux ou trois choses que je sais d’eux , éd. de l’Observatoire, 2024
- La photo : Pétain-Mitterrand : l'histoire secrète du document qui aurait pu bouleverser la Ve République, éd. de l’Observatoire, 2025